# Safranina
Safranina (também chamada de safranina O ou vermelho básico 2) é um corante biológico usado em histologia e citologia. Safranina é usada como um corante de contraste em alguns protocolos (métodos) de coloração, colorindo todo núcleo celular de vermelho. Este é um clássico corante de contraste no método de coloração de Gram. Ele também pode ser usado para a detecção de cartilagem, mucina e mastócitos.
Safranina tipicamente tem a estrutura química mostrada a direita (algumas vezes descrita como dimetil safranina). Há também trimetil safranina, a qual tem adicionada um grupo metil na posição orto- do anel inferior. Ambos os compostos comportam-se de essencialmente de maneira idêntica em aplicações em coloração biológica, e os principais fabricantes de safranina não distinguem entre os dois. Preparações comerciais de safranina contém uma mistura de ambos os tipos.

## Aplicações
É usado nos métodos de coloração de Johansen e Sass, com verde rápido ou com orange G, na coloração de Sharman, para coloração de tecidos vegetais.
Safranina também é usada como indicador redox em química analítica.
Safranina tem recentemente sido empregada como o componente catiônico de um tecton usado como um aniônico em redes de ligações de hidrogênio.